# Параметричний резонанс

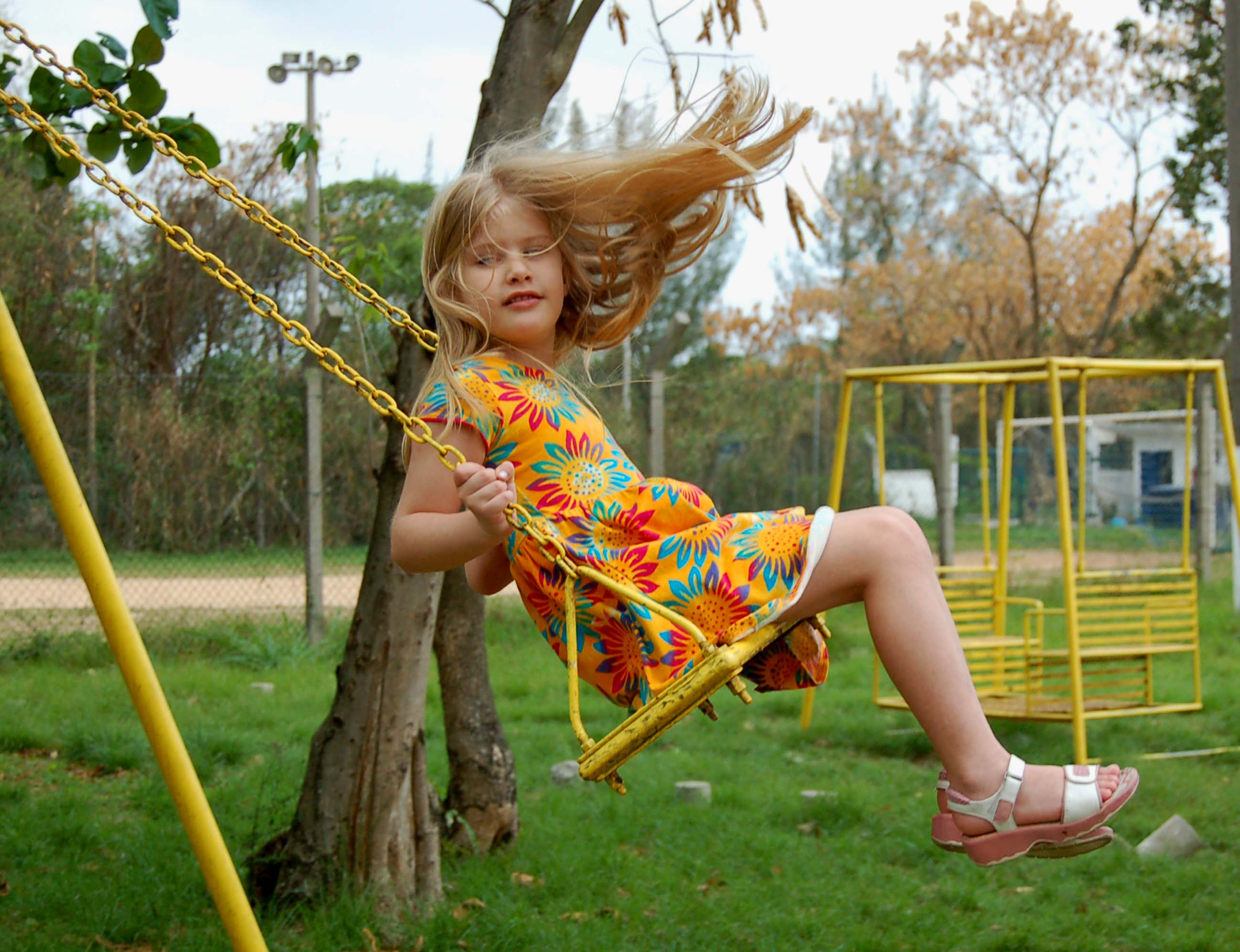
Дівчинка розгойдується завдяки параметричному резонансу. Підгинаючи і випрямляючи ноги, вона періодично змінює свій момент інерції

Параметричний резонанс — резонансне збільшення амплітуди коливань гармонічного осцилятора при зміні його параметрів із певною частотою.
Усім знайомий приклад параметричного резонансу — гойдалка.

## Теорія
Рівняння руху гармонічного осцилятора, параметр якого (частота) змінюється з часом за синусоїдальним законом, описується рівнянням
{\displaystyle {\ddot {u}}+\omega _{0}^{2}(1+h\cos \omega t)u=0},
де u — змінна, {\displaystyle \omega _{0}} — власна частота гармонічного осцилятора при відсутності параметричної дії, {\displaystyle \omega } — частота параметричної дії, h описує амплітуду параметричної дії. В математиці це рівняння називається рівнянням Матьє.
Резонанс, тобто різке зростання амплітуди коливань, спостерігається тоді, коли
{\displaystyle \omega ={\frac {2\omega _{0}}{n}}},
де n — будь-яке ціле число. Головний резонанс відбувається на подвоєній частоті власних коливань гармонічного осцилятора. Ширина резонансу приблизно дорівнює {\displaystyle h\omega _{0}}.
Відмінність параметричного резонансу від звичайного в тому, що при параметричному резонансі пряма зовнішня сила відсутня. Збільшення розмаху коливань відбувається за рахунок процесів у самій системі, енергія в систему поступає завдяки силі, яка змінює параметр.

## Тертя
При врахуванні тертя параметричний резонанс описується рівнянням
{\displaystyle {\ddot {u}}+3\gamma {\dot {u}}+\omega _{0}^{2}(1+h\cos \omega t)u=0},
де {\displaystyle \gamma } — коефіцієнт, відповідальний за тертя.
Резонанс в такому випадку може збуджуватися не при будь-якому значені h, а лише, коли виконується умова
{\displaystyle h>{\frac {4\gamma }{\omega _{0}^{2}-\gamma ^{2}}}}
Область частот, в якій можливий резонанс, теж звужується.